# Mats
Mats, Matts eller Matz  är ett mansnamn som är en svensk kortform av den ursprungliga äldre namnformen Mattias vilken har grekiskt (ursprungligen hebreiskt) ursprung. Formen Mats har förekommit i Sverige sedan slutet av 1400-talet. Den danska formen är Mads.
Mats var ett modenamn på 1950- och 1960-talen och var på sin popularitetstopp bland de 10 vanligaste namnen. Därefter började det konkurreras ut av Mattias som i slutet av 1980-talet hade nått samma höjder som Mats tidigare haft. Mats var dock fortfarande Sveriges 35:e vanligaste mansnamn 2002, men bland nyfödda pojkar ligger det numera någonstans runt 250:e plats. 31 december 2019 fanns det totalt 64 518 personer i Sverige med namnet Mats, varav 41 211 med det som tilltalsnamn. År 2003 fick 272 pojkar namnet, varav 4 fick det som tilltalsnamn.
Namnsdag i Sverige: 24 februari (sedan 1986), tillsammans med Mattias. I den finlandssvenska namnsdagslängden har Mats namnsdag 24 februari (ända till 1999: skottår 25 februari) sedan starten 1929, då en egen namnsdagskalender togs i bruk för finlandssvenskar. 1989–1994 fanns också parallellstavningen Matts i namnsdagskalendern.

## Personer med namnet Mats
- Mats Andersson, musiker
- Mats Björke, musiker
- Mats Benesch, journalist
- Mats G. Bengtsson, skådespelare, musiker
- Mats Bergman, skådespelare
- Mats Ek, koreograf och regissör
- Mats Erixon, långdistanslöpare
- Mats Furberg, filosof
- Mats Gabrielsson, entreprenör och riskkapitalist
- Mats Gellerfelt, författare
- Matz Hammarström, politiker (Miljöpartiet)
- Mats Hellström, politiker (S), tidigare statsråd och landshövding
- Mats Hellquist, musiker
- Mats Hinze, "OS-bombaren"
- Mats Hådell, TV-journalist
- Mats Janhagen, militärmusiker och musikdirektör
- Mats Jingblad, fotbollsspelare och tränare
- Mats Johansson (journalist) (1951–2017), journalist, författare och moderat riksdagsman
- Mats Johansson (regissör) (1925–2022), regissör och teaterchef
- Stam Johansson (Mats "Stam" Johansson), musiker i bandet Mustasch
- Mats Johansson (Isildurs Bane) – musiker i bandet Isildurs Bane
- Mats Johansson (Röda Ropet) – musiker i bandet Röda Ropet
- Mats Kihlström, ishockeyspelare, VM-guld 1987, Svenska Dagbladets guldmedalj
- Mats Larsson (författare)
- Mats Larsson Gothe, tonsättare
- Mats Lemne, riksbankschef, landshövding
- Mats Liljefors, violinist och dirigent
- Mats Liljeholm, f.d. Kuoppala, riksspelman, nyckelharpsspelare
- Mathz Lindberg, simhoppare,
- Mats Ljung, bondkomiker
- Mats Magnusson, fotbollsspelare
- Per Mats Nilsson (1920–2006) – en svensk tecknare och målare
- Matz Nilsson (född 1955) – basist, kapellmästare för Hawk on Flight
- Mats Nilsson (militär) (född 1956) – generallöjtnant och förste hovmarskalk
- Mats Nilsson (dirigent) (född 1958) – en svensk dirigent
- Mats Nilsson (motocross- och enduroförare) (född 1969)
- Maths Nilsson (författare) (född 1970), svensk kemist, författare och klimatdebattör
- Mats Nilsson (spjutkastare) (född 1975) – en spjutkastare i det svenska landslaget 1991-2004
- Mats Nilsson (kampsportare) (född 1983) – professionell Mixed Martial Arts utövare och trefaldig världsmästare
- Mats Nilsson (låtskrivare) – sångare, gitarrist och låtskrivare med soloprojektet Rag-And-Bone från Malmö
- Mats Nilsson (musiker) – basist och kapellmästare i dansbandet Wizex 1972–1991
- Mats Nilsson (producent) – var general för Lundakarnevalen 2002
- Mats Nilsson (sångare) – en sångare i Andra Generationen
- Mats Nyström, sportjournalist i TV
- Mats Näslund, ishockeyspelare, OS-guld 1994
- Mats Odell, politiker (KD), f.d. statsråd
- Mats Olin, sångare, skådespelare
- Mats Olsson (musiker)
- Mats Olsson (journalist)
- Mats Olsson (handbollsspelare)
- Mats Paulson, vissångare och -diktare
- Mats Persson, musiker
- Mats Pettersson (kickboxare)
- Mats Pettersson (journalist)
- Matts Ramstorp, renrumsspecialist
- Mats Rehnberg, etnolog
- Mats Ronander, musiker
- Mats Rondin, cellist och dirigent
- Mats Rådberg, sångare och musiker
- Mats Strandberg (journalist), sportreferent i Sportradion
- Mats Strandberg (författare)
- Mats Sundin, ishockeyspelare, OS-guld 2006
- Mats Svegfors, chefredaktör, landshövding
- Mats Wahl, författare
- Mats Waltin, ishockeyspelare
- Mats Wilander, tennisspelare, bragdmedaljör 1982
- Mats Åhlberg, ishockeyspelare
- Mats Åhlfeldt, skådespelare
- Mats Åkerlund, tonsättare och kyrkomusiker
- Mats Öberg, musiker

## Fiktiva
- Mats Nilsson – en person i en ungdomsbok av Max Lundgren från 1967, se Pojken med guldbyxorna
- Mats Nilsson – Basist i KSMB 1978–1980